# Lasiorhinus latifrons
Lasiorhinus latifrons là một loài động vật có vú trong họ Vombatidae, bộ Hai răng cửa. Loài này được Owen mô tả năm 1845.

## Hình ảnh

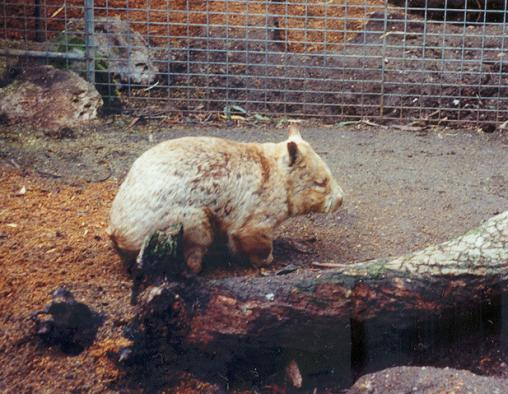
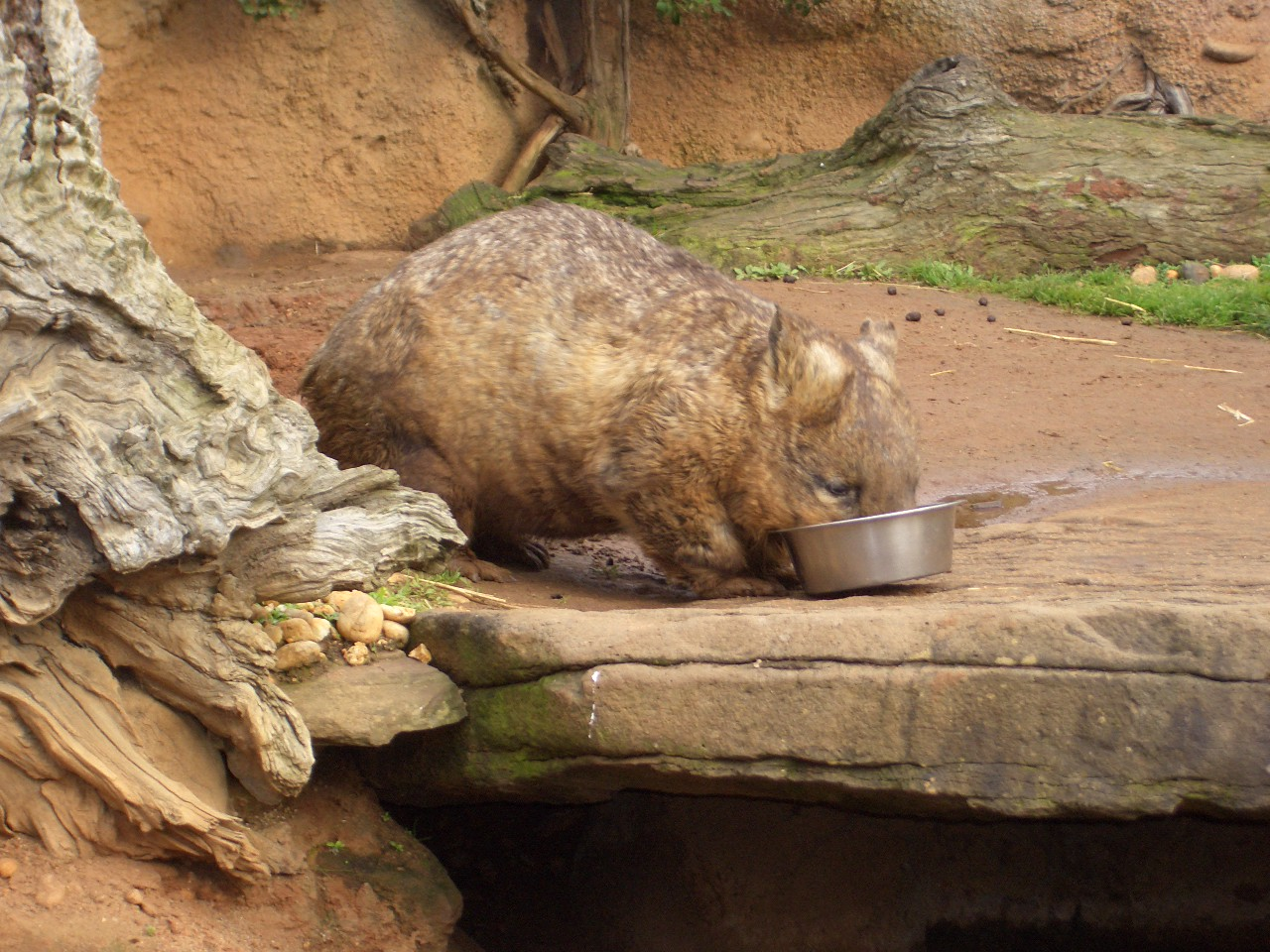
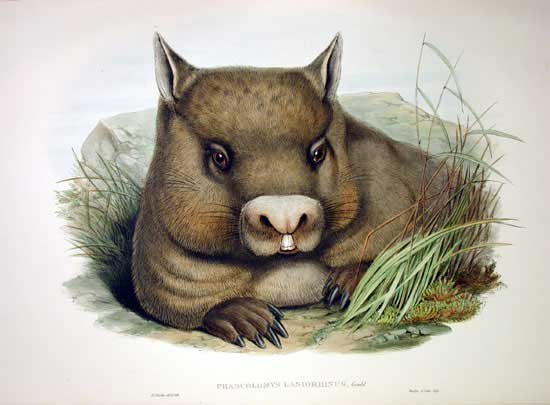